# UCHIDA MAAYA LIVE 2017 「+INTERSECT SUMMER+」 2017.7.1@日比谷野外音楽堂
『UCHIDA MAAYA LIVE 2017 「+INTERSECT♡SUMMER+」 2017.7.1@日比谷野外音楽堂』（うちだ まあや ライブ 2017 インターセクト サマー 2017.7.1@ひびややがいおんがくどう）は、内田真礼の3枚目のライブ映像作品。2017年11月29日にポニーキャニオンからBlu-rayとDVDが発売。

## 概要
2017年7月1日に日比谷野外音楽堂で行われた『内田真礼 LIVE 2017「+INTERSECT♡SUMMER+」』の模様が収録されている。
映像特典として、リハーサルや舞台裏を撮影したドキュメンタリーが収録されている。

## 収録内容

### セットリスト
- SUMMER DATE MOVIE-1 -

M-01 +INTERSECT+

M-02 からっぽカプセル

M-03 Shiny drive, Moony dive

- MC-1 -

M-04 Sunny Day Sunday（カバー）

M-05 クロスファイア

- SUMMER DATE MOVIE-2 -

M-06 大スキ！（カバー）

M-07 Moment

M-08 TickTack…Bomb

- MC-2 -

M-09 金色の勇気

M-10 5:00AM

- SUMMER DATE MOVIE-3 -

M-11 夏祭り（カバー）

M-12 モラトリアムダンスフロア

- MC-3 -

M-13 ギミー！レボリューション

M-14 Smiling Spiral

- SUMMER DATE MOVIE-4 -

M-15 Hello, future contact!

EN-1 創傷イノセンス

- MC-4 -

EN-2 魔女になりたい姫と姫になりたい魔女のラプソディー

- MC-5 -

EN-3 雨上がりの夜空に（カバー）

- MC-6 -

EN-4 +INTERSECT+

- ENDING -

### 映像特典
Documentary of 『+INTERSECT♡SUMMER+』